# Заозёрное (Волынская область)
Заозёрное (укр. Заозе́рне) — село в Головненской поселковой общине Ковельского района Волынской области Украины.
До 2020 года входило в Любомльский район.
Код КОАТУУ — 0723382203. Население по переписи 2001 года составляет 330 человек. Почтовый индекс — 44313. Телефонный код — 3377. Занимает площадь 1,27 км².